# Armin Gremsl
Armin Gremsl (* 13. August 1994) ist ein österreichischer Fußballtorwart.

## Karriere
Gremsl begann seine Karriere beim FC Pinggau-Friedberg. 2007 ging er zum TSV Hartberg. Sein Profidebüt gab er am 18. Spieltag 2012/13 gegen den SKN St. Pölten. 2013 wechselte er zum FC Pasching und 2015 zum Zweitligisten Floridsdorfer AC.
Zur Saison 2016/17 schloss er sich dem Ligakonkurrenten SV Horn an.
Nach dem Abstieg aus der zweiten Liga wechselte er im Juli 2017 nach Zypern zum Erstligisten Doxa Katokopia. In drei Jahren in Zypern kam er zu 73 Einsätzen für Katokopia in der First Division. Nach drei Jahren im Ausland kehrte er zur Saison 2020/21 nach Österreich zurück und wechselte zum Bundesligisten SKN St. Pölten, bei dem er einen bis Juni 2022 laufenden Vertrag erhielt. Für die Niederösterreicher kam er als Ersatztorwart hinter Christoph Riegler zu insgesamt zwei Einsätzen in der Bundesliga, aus der er mit dem SKN zu Saisonende allerdings absteigen musste.
Daraufhin wechselte er zur Saison 2021/22 ein zweites Mal ins Ausland, diesmal nach Rumänien zum Erstligaaufsteiger FC Universitatea Craiova. Bei den Rumänen war er allerdings schnell nach seiner Ankunft nur noch dritte Wahl und nach der Verpflichtung eines weiteren vereinslosen Tormanns nach dem Schließen des Transferfensters Ende September gar nur noch vierter Tormann. So wurde sein Vertrag im Jänner 2022 nach zwei Einsätzen in der Liga 1 im Jänner 2022 wieder aufgelöst. Danach kehrte er im Februar 2022 wieder nach Österreich zurück und schloss sich dem SCR Altach an, bei dem er einen bis Juni 2022 laufenden Vertrag unterschrieb. Für Altach kam er allerdings als dritter Tormann hinter Tino Casali und Jakob Odehnal nie zum Einsatz.
Im Jänner 2023 wechselte Gremsl nach Deutschland zum Zweitligisten Arminia Bielefeld. Ohne Einsatz verließ er die Arminia nach der Saison 2022/23 nach dem Zweitligaabstieg des Teams. Anschließend kehrte er im August 2023 nach Österreich zurück und wechselte zum Zweitligisten First Vienna FC, bei dem er einen bis 2024 laufenden Vertrag erhielt. Für die Vienna kam er zu insgesamt acht Zweitligaeinsätzen.
Zur Saison 2024/25 wechselte er innerhalb der Liga zum SKU Amstetten. Für Amstetten hütete er 29 Mal in der 2. Liga das Tor. Zur Saison 2025/26 wechselte Gremsl nach Thailand zu Erstligist Muangthong United.